# Turistická značená trasa 0448
 Turistická značená trasa 0448 je 13 kilometrů dlouhá červeně značená turistická trasa Klubu českých turistů ve Svitavské pahorkatině a v okresech Svitavy, Chrudim a Ústí nad Orlicí spojující Budislav s turistickou chatou Polanka. Převážná část trasy vede územím přírodní rezervace Maštale. Převažující směr trasy je severozápadní.

## Průběh trasy
Turistická trasa 0448 má svůj počátek v centru Budislavi na rozcestí se žlutě značenou trasou 7332 Polička - Nové Hrady. Po opuštění zástavby obce vede lesem po pěšinách a cestách přibližně k severu kolem skalního útvaru Panský stůl pod skalní útvar Cikánka, kde se na rozcestí lesních cest ostře stáčí k jihu. Tímto směrem pokračuje po cestě k Panskému rybníku, kde se opět prudce stáčí tentokrát k severozápadu a klesá údolím potoka k jeho soutoku s Voletínským potokem. Zde dochází k další prudké změně směru a to k jihovýchodu a trasa 0448 pokračuje proti proudu Voletínského potoka pod skalní útvar Kostelíček, kde se křižuje opět se žlutě značenou turistickou trasou 7332. Trasa 0448 vystoupá ze skalnaté rokle potoka a stáčí se k severozápadu, překročí hřeben a další roklí klesá kolem skalního útvaru Oslí chodba k Toulovcovým maštalím. Zde se nachází rozcestí se zde výchozí zeleně značenou trasou 4323 do Boru u Skutče. Trasa 0448 pokračuje severovýchodním směrem podél Novohradky kolem studánky Džberka do osady Vranice. Před ní vchází do souběhu nejprve s modře značenou trasou 1920 z Proseče do Jarošova a poté opět se žlutě značenou trasou 7332. Ve Vranicích souběh končí a trasa 0448 se opět stáčí k jihozápadu a skalnatou roklí Farského potoka stoupá lesní pěšinou kolem Dudychovy jeskyně do Boru u Skutče.
V centru Boru se trasa 0448 opět potkává se zeleně značenou trasou 4323, která zde končí, naopak výchozí je tu žlutě značená trasa 7345 do Zderazi. Trasa 0448 odtud vede přibližně severním směrem, klesá po lesních pěšinách další skalnatou roklí ke skalnímu útvaru Kazatelna, a dále do údolí Prosečského potoka ke skále Kupadla. Od ní pokračuje údolím potoka, v závěru ještě vystoupá k Betlémské jeskyni a poté končí u turistické chaty Polanka. Zde na ní přímo navazuje červeně značená trasa 0446 ke hradu Košumberk.

## Turistické zajímavosti na trase
K některým zajímavostem jsou z hlavní trasy zřízeny rovněž červeně značené odbočky.
- Přírodní rezervace Maštale
- Skalní útvar Panský stůl
- Skalní útvar Cikánka
- Skalní útvar Velryba
- Skalní útvar Kostelíček
- Skalní útvar Oslí chodba
- Hrnčířova skála
- Skalní bludiště Toulovcovy maštale
- Studánka Džberka
- Setonova studánka
- Mojžíšův pramen
- Dudychova jeskyně
- Skalní útvar Kazatelna
- Skalní útvar Kupadla
- Betlémská jeskyně
- Turistická chata Polanka